# San Francisco (Be Sure to Wear Flowers in Your Hair)
San Francisco (Be Sure to Wear Flowers in Your Hair) ist ein Song aus dem Jahr 1967, der von Scott McKenzie gesungen zur Hymne der Hippie-Bewegung und zum Millionenseller wurde. Das Stück wurde von John Phillips geschrieben und erschien bei ODE Records.

## Entstehungsgeschichte
Der Interpret Scott McKenzie hatte bereits in einigen Gruppen mitgewirkt, bevor er als Solist auftrat. 1964 gründete er mit John Phillips The Journeymen, eine Folk-Rock-Gruppe. In nur 20 Minuten verfasste Phillips den die Stadt San Francisco und die Hippie-Kultur glorifizierenden Song. Es war die vierte Single McKenzies als Solist.
Anfang Mai 1967 war im Studio 3 bei Western Recorders in Hollywood ein Aufnahmetermin anberaumt. Hier hatten bereits Ray Charles, Frank Sinatra und die Beach Boys aufgenommen. Während Phillips Leadgitarre und Sitar spielte, übernahmen die als The Wrecking Crew bekannten Sessionmusiker wie der Pianist Larry Knechtel, der Bassist Joe Osborn und der Schlagzeuger Hal Blaine die übrige Instrumentalarbeit. Mama Cass von den Mamas & Papas bediente die Glöckchen. Der Backing Track blieb zunächst ohne Gesang, denn die Gesangsspur wurde nachts nachträglich in vier Takes im Sound Factory Recording Studio in San Francisco über die Musikspur gelegt. Als Produzenten wurden John Phillips und Lou Adler registriert.

## Veröffentlichung
Bereits am 4. Mai 1967 war die Single unter dem Titel San Francisco ‚Wear Some Flowers In Your Hair‘ bei ODE erschienen. Am 13. Mai kam sie dann mit dem Zusatz ‚Be Sure‘ auf den Markt. Die Single mit der Rückseite What's the Difference war erst die zweite Platte des jungen Label-Katalogs. Ihrem Mitproduzenten Lou Adler gehörte das gerade gegründete ODE-Label. Das Billboard-Musikmagazin beschrieb den Song kurz nach dem Erscheinen als „sensible, emotionale Ballade, die auf der Westküsten-Love-Bewegung basiert und das ODE-Label schnell in die Top 10 bringen wird“. Am 27. Mai 1967 kam die Platte in die US-Hitparade, wo sie als höchste Platzierung den vierten Platz erreichte. Nach Ansage durch Mama Cass sang Scott McKenzie das sich zum Millionenseller entwickelnde Stück am 18. Juni 1967 auf dem Monterey International Pop Festival. In England gelangte die Platte bis auf Platz eins mit insgesamt 250.000 verkauften Exemplaren, während sie weltweit sieben Millionen Mal umgesetzt wurde. In Deutschland erreichte der Song am 14. Oktober 1967 den ersten Platz, wo er für sechs Wochen blieb.

## Hintergründe
Die gefühlvolle Ballade beinhaltet verherrlichende Aussagen zur Hippie-Kultur, die am 14. Januar 1967 durch das Human Be-In im Golden Gate Park von San Francisco mit 20.000 Hippies popularisiert wurde. Ziel der Flower-Power-Gegenkultur war die Abkehr von Normen der westlichen (klein)bürgerlichen Gesellschaft, man predigte „Altruismus, Mystizismus, Ehrenhaftigkeit, Spaß und Gewaltlosigkeit, verbunden mit einer fast kindlichen Faszination für Perlen, Blüten und Glöckchen, ohrenbetäubende Musik sowie exotische Kleidung und erotische Slogans“. Das Stück porträtiert McKenzie und die gesamte Flower-Power-Bewegung als eine „neue Generation mit einer neuen Erklärung“ und inspirierte zahlreiche Jugendliche, nach San Francisco zu reisen und sich als „Flower Children“ darzustellen.

„If you're going to San Francisco,

be sure to wear some flowers in your hair.

If you come to San Francisco,

Summertime will be a love-in there.“

Der Song ist in über 40 Coverversionen erschienen und wurde in verschiedenen Filmen verwendet, darunter Forrest Gump, The Rock und Frantic.